# Mesochorus broccus
Mesochorus broccus är en stekelart som beskrevs av Dasch 1974. Mesochorus broccus ingår i släktet Mesochorus och familjen brokparasitsteklar. Inga underarter finns listade i Catalogue of Life.